# Изитт, Леонард
Леонард Монк Изитт (англ. Leonard Monk Isitt, 27 июля 1891 — 21 января 1976) — военный лётчик и начальник штаба военно-воздушных сил Новой Зеландии, вице-маршал.

## Биография
Родился в семье министра Л. М. Изитта и А. М. Каверхилл (англ. Agnes Martha Caverhill), получил образование в Мостин-Хаусе, и в средней школе для мальчиков Крайстчерча. У него был один брат, Уиллард Уитмор Изитт (англ. Willard Whitmore Isitt , 1894 – 1916), который был стрелком Новозеландской стрелковой бригады во время Первой мировой войны и был убит во Франции 31 октября 1916.
После начала Первой мировой войны в апреле 1915 поступил на службу в новозеландскую армию и был направлен в Новозеландскую стрелковую бригаду. После службы в Египте, затем переведён на Западный фронт, где был ранен в голову во время участия новозеландской дивизии в битве при Флерс-Курселетт. Из-за раны на голове его отправили в Англию для выздоровления. В 1917 назначен пилотом в разведывательную эскадрилью, во время полётов сбил один вражеский самолет. Переведён обратно в Англию, где служил лётным инструктором. После того, как он пошел добровольцем на передовую, в октябре 1917 был направлен в 98-ю эскадрилью, где летал на Airco DH.9. В 1918 был переведён в Королевские военно-воздушные силы Великобритании.
Участвовал во Второй мировой войне, в марте 1943 стал заместителем начальника штаба авиации Новой Зеландии, но уже примерно через четыре месяца, 19 июля 1943 года, был назначен начальником штаба. Подписывал Акт о капитуляции Японии. Ушёл в отставку в 1946, а в 1947 стал председателем Tasman Empire Airways (TEAL), работал на этом посту до 1963. После чего до выхода на пенсию в 1966 занимал пост председателя Standard-Triumph New Zealand, Motor Assemblies Limited, а затем Leyland Motors.

## Семья
Женился на Элси Глэдис Каверхилл (англ. Elsie Gladys Caverhill, 1896 — 1970) в Веллингтоне 26 апреля 1920, у них было две дочери.